# Albert Van Vlierberghe

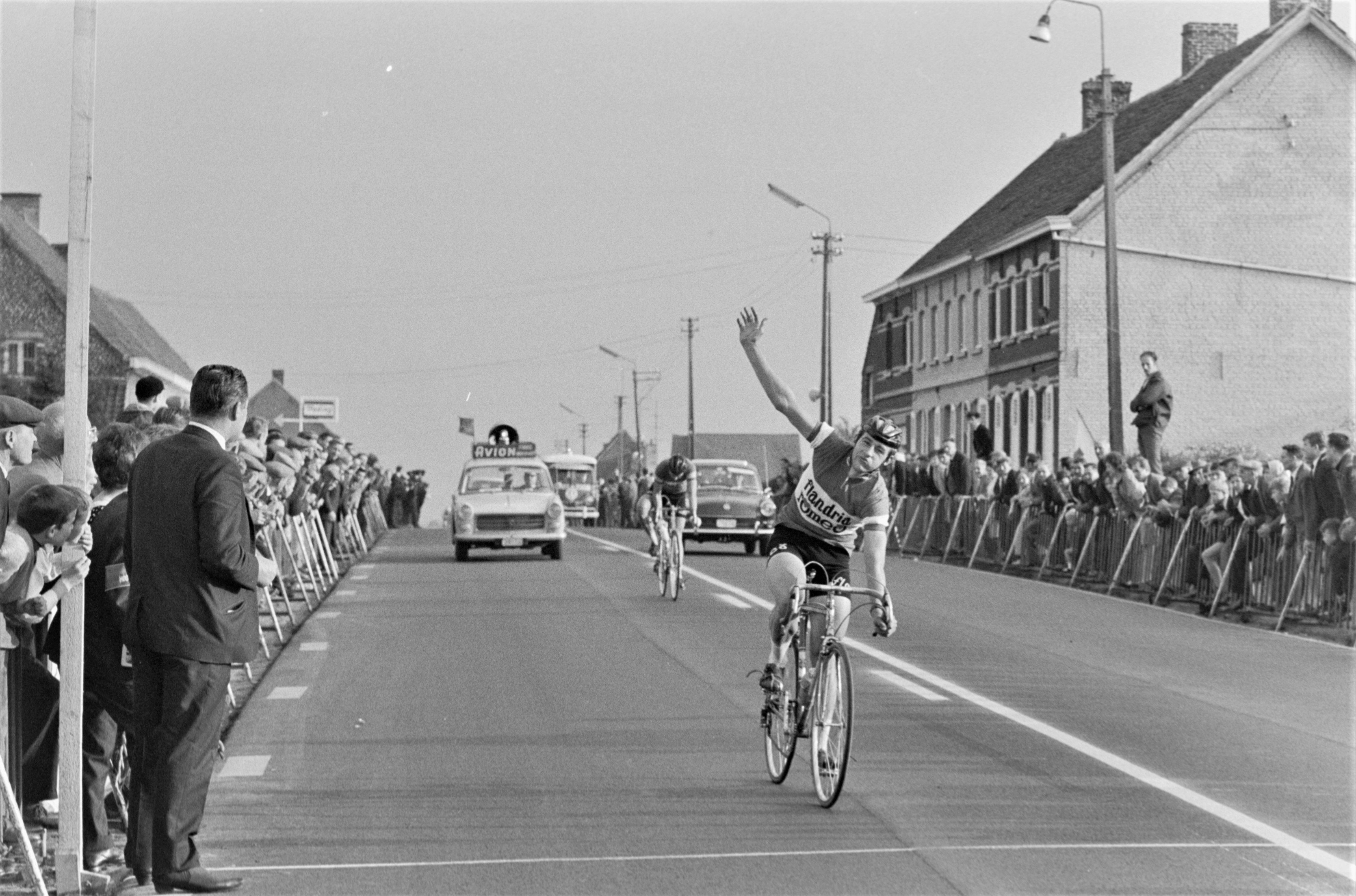
Albert Van Vlierberghe (1967)

Albert Van Vlierberghe (* 18. März 1942 in Belsele  (Sint-Niklaas); † 20. Dezember 1991 in ebenda) war ein belgischer Radrennfahrer und nationaler Meister im Radsport.

## Sportliche Laufbahn
Er war Teilnehmer der Olympischen Sommerspiele 1964 in Tokio. Im Mannschaftszeitfahren kam Belgien mit Leopold Heuvelmans, Roland De Neve, Roland Van De Rijse und Albert Van Vlierberghe auf den 13. Rang. in der Mannschaftsverfolgung schieden diese vier Fahrer in der Qualifikation aus.
Seine größten Erfolge als Amateur waren der Gewinn der belgischen Meisterschaft im Straßenrennen 1963 und der Bronzemedaille bei den UCI-Straßenweltmeisterschaften im Mannschaftszeitfahren 1964. Ein Jahr später wurde er Berufsfahrer im Team Flandria-Romeo, in dem auch der Weltmeister von 1963 Benoni Beheyt fuhr. Er blieb bis 1980 als Profi aktiv und war in verschiedenen Teams Domestik seiner Kapitäne (u. a. von Gösta Pettersson bei Ferretti oder von Freddy Maertens bei Flandria). Sein Einstand bei den Profis war mit einem Etappensieg bei der Portugal-Rundfahrt 1965 erfolgreich. Er war ein endschneller Fahrer und konnte mit dieser Qualität etliche Kriterien und Rundstreckenrennen gewinnen. 1966 siegte er im Omloop der Vlaamse Gewesten. 1969, 1971 und 1972 siegte er im Grand Prix de Hannut, 1971 im Omloop van de Fruitstreek. 1974 war er im Grote Prijs Beeckman-De Caluwé erfolgreich. 1967 gewann er eine Etappe des Giro d’Italia, 1969 und 1972 gelang ihm dies erneut. 1971 siegte er auf einem Etappenteilabschnitt bei der Tour de France. Die Tour fuhr er insgesamt siebenmal, sein bestes Resultat in der Gesamtwertung war der 29. Platz 1971.